# Гомстед-Веллі (округ Сан-Бернардіно, Каліфорнія)
Гомстед-Веллі (англ. Homestead Valley) — переписна місцевість (CDP) в США, в окрузі Сан-Бернардіно штату Каліфорнія. Населення — 2789 осіб (2020).

## Географія
Гомстед-Веллі розташований за координатами 34°16′23″ пн. ш. 116°24′52″ зх. д. / 34.27306° пн. ш. 116.41444° зх. д. (34.273019, -116.414529).  За даними Бюро перепису населення США в 2010 році переписна місцевість мала площу 87,75 км², уся площа — суходіл.

## Демографія
Згідно з переписом 2010 року, у переписній місцевості мешкали 3032 особи в 1389 домогосподарствах у складі 750 родин. Густота населення становила 35 осіб/км².  Було 2198 помешкань (25/км²).
Расовий склад населення:
| - 85,6 % — білих - 1,9 % — корінних американців - 1,1 % — чорних або афроамериканців - 1,0 % — азіатів - 0,3 % — вихідців з тихоокеанських островів - 6,5 % — осіб інших рас |

До двох чи більше рас належало 3,7 %. Частка іспаномовних становила 17,1 % від усіх жителів.
За віковим діапазоном населення розподілялося таким чином: 17,3 % — особи молодші 18 років, 61,5 % — особи у віці 18—64 років, 21,2 % — особи у віці 65 років та старші. Медіана віку мешканця становила 50,3 року. На 100 осіб жіночої статі у переписній місцевості припадало 109,1 чоловіків;  на 100 жінок у віці від 18 років та старших — 107,8 чоловіків також старших 18 років.
Середній дохід на одне домашнє господарство  становив 38 514 долари США (медіана — 29 682), а середній дохід на одну сім'ю — 41 557 доларів (медіана — 32 181). За межею бідності перебувало 35,2 % осіб, у тому числі 42,8 % дітей у віці до 18 років та 14,3 % осіб у віці 65 років та старших.
Цивільне працевлаштоване населення становило 1020 осіб. Основні галузі зайнятості: освіта, охорона здоров'я та соціальна допомога — 31,4 %, мистецтво, розваги та відпочинок — 16,0 %, роздрібна торгівля — 14,7 %.